# Legacy of Lunatic Kingdom
Touhou Kanjuden ~ Legacy of Lunatic Kingdom (яп. 東方紺珠伝 〜 Legacy of Lunatic Kingdom., То̄хо̄ Канджюден, досл. «Східна легенда про лазурний самоцвіт 〜 Спадок Місячного Царства») — гра 2015 року в жанрі bullet hell та скрол-шутер, розроблена Team Shanghai Alice. Це п'ятнадцята гра серії Touhou Project. Історія обертається навколо подорожі героїнь на місяць, щоб вторгнення і очищення землі місячанами (місячними жителями).
Демоверсія вийшла 10 травня 2015 року, а повністю — 14 серпня 2015 року на Comiket 88. Вона була випущена на Steam 1 квітня 2019 року.

## Ігролад
Основа ігроладу Legacy of Lunatic Kingdom ідентична попереднім іграм серії: гравець б'ється з звичайними ворогами на рівні, а потім з мід-босом, і босом, який використовує спел-картки, стріляючи візерунками з куль. Цього разу можна обрати з чотирьох персонажів, кожен зі своїм сюжетом та діалогами. У Legacy of Lunatic Kingdom типи пострілів прив'язані до персонажів і не можуть бути вибрані.

Рейму б'ється з Сейран у «Legacy Mode».

Однак, Legacy of Lunatic Kingdom має суттєві відмінності від попередніх ігор. Гра має два основних режими: Pointdevice і Legacy. Legacy зберігає систему встановлених життів з попередніх ігор Touhou, з можливістю отримувати додаткові життя та використовувати продовження, тоді як в Pointdevice взагалі немає життів, натомість є система «етапів», які діють як контрольні точки. Рівень має кілька етапів, і кожна спел-картка боса також позначена як етап. Щоразу, коли гравець гине, він має можливість перезапустити з попереднього етапу, з єдиним штрафом — невеликою втратою сили. Таким чином, ігровий цикл має більше спільного зі Shoot the Bullet, ніж з іншими частинами. Гра збалансована навколо Pointdevice Mode — це очікуваний спосіб проходження, і сама гра, можливо, набагато складніша в Legacy Mode, ніж будь-яка інша гра в серії.
Основною зміненою механікою, окрім Pointevice Mode, у Legacy of Lunatic Kingdom, є розширена система ґрейзу. Під час ґрейзу ворожих куль його лічильник збільшуватиметься повільно, поки гравець залишається поблизу кулі. Предмети сили та очок також падатимуть набагато повільніше, ніж зазвичай, набуваючи насиченого багряного кольору та тремтячи. Якщо довго ґрейзити одну й ту саму кулю, куля випускатиме «предмет ґрейзу», який додає 5 одиниць до лічильника. Це пов'язано з системою етапів, оскільки продуктивність гравця оцінюється в кінці кожного етапу. Це залежить від кількості ґрейзу та вбивств ворогів, яких гравцеві вдалося вбити за етап, і набрання понад 1 мільйона очок дасть гравцеві або частину життя (лише в Legacy Mode), три з яких утворюють додаткове життя, або частину чарокартки (лише в Pointdevice Mode), три з яких утворюють додаткову бомбу.
Критерії для закінчень також відрізняються. Якщо гравець пройде гру в Pointdevice або Legacy Mode, не втративши жодного життя, він отримує хорошу кінцівку для свого персонажа, інакше буде погана кінцівка. Екстра рівень розблоковується незалежно від режиму чи кінцівки після завершення гри.

## Сюжет

### Передісторія
У далекому минулому на Місяці богиня Чан'е наказує своєму чоловікові Хов Ї вбити сина своєї суперниці Джюнко. У нападі люті Джюнко вбиває Хов Ї та поглинута гнівом, перетворюється на чистого божественного духа без особистості, яка живе лише, щоб помститися Чан'е. У цей час Чан'е випиває Хорайський еліксир, заборонений еліксир, який увічнює всякого хто його вип'є, отруюючи поняттям відсутності життя та смерти, і за це місячани ув'язнюють її навічно.
Через деякий час після подій Imperishable Night Джюнко вторгається на Місяць з армією фей з допомогою своєї подруги Гекатії Лапіслазулі, богині пекла, щоб знайти Чан'е. В результаті місячна богиня Саґуме Кішін наказує керівниці Світу Снів, Доремі Світ, створити фальшиву версію Місячної Столиці у Світі Снів, щоб мешканці Місяця могли тимчасово жити в мирі, поки порожню Столицю розграбовують. Розуміючи, що вгамувати гнів Джюнко неможливо, і що вона цілком може знайти їхню схованку, Саґуме починає розробляти «План перенесення Місячної Столиці» — план постійного перенесення Місячної Столиці до Ґенсокьо шляхом очищення всієї землі.
За шість місяців до подій гри відбуваються події Urban Legend in Limbo, і Саґуме Кішін навмисно підкидує одну з Окультних Куль, розкиданих по Ґенсокьо, кулю Місячної Столиці, щоб розпочати реалізацію плану.
У наш час втікачі з місця Каґуя Хорайсан та її слуга та побратим богиня Ейрін Яґокоро обговорюють потенційне вторгнення у свій дім Ейентей, і Ейрін створює особливі ліки, еліксир Ультрамаринової сфери, який тимчасово усуває нечистість смерти та дозволяє користувачеві відчути найближче майбутнє. Потім Ейрін просить Рейсен Удонґеїн Інабу, кролика і біженку з Місяця, яка служить охоронцем в Ейентеї, доставити еліксир до Рейму Хакурей, Маріси Кірісаме та Санае Кочії, також кажучи їй випити його. Тим часом металевий павукоподібний всюдихід падає на гору Йокаїв і починає блукати, очищуючи землю, повз яку проходить, і не залишаючи жодних ознак життя. Рейму Хакурей та Санае Кочія помічають схожість всюдихода з всюдиходом NASA К'юріосіті та вирішують розслідуваим. Маріса Кірісаме вивчає кулю Місячної Столиці у своєму будинку, розуміючи, що вона приваблює місячан, перш ніж входить Рейсен і пропонує їй еліксир, ймовірно, перш ніж вона пропонує його Рейму та Санае. Потім обрана героїня або випиває еліксир (Pointdevice Mode), або відмовляється від нього (Legacy Mode). ZUN заявив, що канонічним варіантом є відмова героїні від еліксиру, але вона жодного разу не помирає.

### Основний
Під час польоту біля підніжжя гори Йокаїв героїня зустрічає передові загони місячних кроликів Орел Раві, місячного земного розвідувального підрозділу, відправленого для очищення землі, та зустрічає низькорангову розвідницю Сейран, яка обмовилася, що їхня передова база знаходиться біля гірського озера. Потім героїня зустрічає Рінґо, спокійного, але високопоставленого командира, яка зізнається, що їй байдуже на план місячної армії, і направляє героїню до прихованих воріт, що ведуть до Світу Снів, який місячани використовують як прохід між Ґенсокьо та фальшивою Місячною Столицею. У Світі Снів героїня зустрічає Доремі Світ, яка випробовує її міцність. Потім вона направляє її до справжньої Місячної Столиці, всупереч вказівкам Саґуме.
У справжній Столиці на Місяці героїня зустрічає Саґуме Кішін, яка спочатку мовчить і не відповідає героїні, доки та не зазнає поразки. Вважаючи, що героїня тепер може вирішити їхню проблему, Саґуме розкриває справжню мету вторгнення. Розкриваючи, що вона може перемінити хід долі своїми словами, її здібність гарантує, що План Переміщення Місячної Столиці не буде здійснено в результаті її розмови. Саґуме робить ставку на успіх героїні та скеровує їх до Моря Спокою.
У Морі Спокою героїня зустрічає шквал пекельних фей, які заполонили місяць. Лідерка пекельних фей, Клаунпіс, якій Гекатія наказала не щадити нікого з Місячної Столиці, нападає на героїню. Після перемоги вона зазначає, що чисті місячани не могли заподіяти шкоду їй та її армії, і неохоче веде героїню до винуватиці інциденту, Джюнко. Залежно від результатів гравця, Джюнко або заявляє, що програла ще до початку битви, або дорікає гравцеві за те, що його оточує сморід смерти.  Після перемоги над Джюнко або відбуваються події екстра рівня, або місячани починають заселяти Ґенсокьо всупереч старанням Ейентея. 

#### Екстра рівень
Після того, як героїня перемагає Джюнко, вторгнення не припиняється, і мешканці фальшивої Місячної Столиці починають здогадуватися, що вони в несправжній столиці. У паніці Саґуме спускається до Ґенсокьо та просить героїнь ще раз піти в Світ Снів. Там героїня знову б'ється з Доремі та знову стикається віч-на-віч з Джюнко, тепер з Гекатією Лапіслазулі. Джюнко зізнається, що раніше під час свого вторгнення вона відправила Гекатію у Світ Снів, щоб запобігти втечі місячан зі Світу Снів як її запасний варіант. Героїня одночасно б'ється з Джюнко та Гекатією, і після того, як обидві зазнають поразки, вони нарешті здаються та просять супроводжувати їх до Ейентею, щоб зустрітися з Ейрін, на що героїня погоджується.

## Розробка
ZUN анонсував гру в своєму блозі 22 квітня 2015 року, підтвердивши назву та персонажів. Він сам сказав, що гра буде суттєво відрізнятися від звичайної формули, впроваджуючи «інші» та складніші зміни в ігроладі, але зберігаючи основні елементи серії.
ZUN заявив, що його надихнули такі ігри, як I Wanna Be The Guy, з надзвичайною складністю в поєднанні з можливістю вільного повторення кожного рівня.

## Критика
Game Rant поставили Legacy of Lunatic Kingdom на 7-е місце серед найкращих ігор серії Touhou, написавши, що «мало які ігри Touhou є такими ж адаптивними та складними, як Legacy of Lunatic Kingdom».

## Додатки
1. ↑  Legacy of Lunatic Kingdom was sold on the first day of Comiket 88.
2. 1 2  In Pointdevice Mode/Legacy Mode with no deaths, and Legacy Mode with a death or more, respectively.